# Gran Premio de la República Checa de Motociclismo de 2018
El Gran Premio de la República Checa de Motociclismo de 2018 (oficialmente Monster Energy Grand Prix České Republiky) fue la décima prueba del Campeonato del Mundo de Motociclismo de 2018. Tuvo lugar en el fin de semana del 3 al 5 de agosto de 2017 en el Autódromo de Brno, situado en la ciudad de Brno, Moravia (República Checa).
La carrera de MotoGP fue ganada por Andrea Dovizioso, seguido de Jorge Lorenzo y Marc Márquez. Miguel Oliveira fue el ganador de la prueba de Moto2, por delante de Luca Marini y Francesco Bagnaia. La carrera de Moto3 fue ganada por Fabio Di Giannantonio, Arón Canet fue segundo y Jakub Kornfeil tercero.

## Resultados

### Resultados MotoGP
| Pos.    | N.º | Piloto            | Constructor | Vueltas | Tiempo    | Parrilla | Puntos |
| ------- | --- | ----------------- | ----------- | ------- | --------- | -------- | ------ |
| 1       | 4   | Andrea Dovizioso  | Ducati      | 21      | 41:07.728 | 1        | 25     |
| 2       | 99  | Jorge Lorenzo     | Ducati      | 21      | +0.178    | 4        | 20     |
| 3       | 93  | Marc Márquez      | Honda       | 21      | +0.368    | 3        | 16     |
| 4       | 46  | Valentino Rossi   | Yamaha      | 21      | +2.902    | 2        | 13     |
| 5       | 35  | Cal Crutchlow     | Honda       | 21      | +2.958    | 5        | 11     |
| 6       | 9   | Danilo Petrucci   | Ducati      | 21      | +3.768    | 6        | 10     |
| 7       | 5   | Johann Zarco      | Yamaha      | 21      | +6.159    | 7        | 9      |
| 8       | 26  | Dani Pedrosa      | Honda       | 21      | +7.479    | 10       | 8      |
| 9       | 19  | Álvaro Bautista   | Ducati      | 21      | +7.575    | 14       | 7      |
| 10      | 29  | Andrea Iannone    | Suzuki      | 21      | +8.326    | 8        | 6      |
| 11      | 42  | Álex Rins         | Suzuki      | 21      | +8.653    | 9        | 5      |
| 12      | 43  | Jack Miller       | Ducati      | 21      | +16.549   | 17       | 4      |
| 13      | 21  | Franco Morbidelli | Honda       | 21      | +19.603   | 13       | 3      |
| 14      | 55  | Hafizh Syahrin    | Yamaha      | 21      | +21.381   | 16       | 2      |
| 15      | 41  | Aleix Espargaró   | Aprilia     | 21      | +23.159   | 23       | 1      |
| 16      | 12  | Thomas Lüthi      | Honda       | 21      | +27.673   | 21       |        |
| 17      | 30  | Takaaki Nakagami  | Honda       | 21      | +28.311   | 19       |        |
| 18      | 17  | Karel Abraham     | Ducati      | 21      | +41.172   | 22       |        |
| 19      | 50  | Sylvain Guintoli  | Suzuki      | 21      | +42.411   | 20       |        |
| 20      | 10  | Xavier Siméon     | Ducati      | 21      | +50.941   | 25       |        |
| Ret     | 53  | Esteve Rabat      | Ducati      | 8       | Retirado  | 11       |        |
| Ret     | 45  | Scott Redding     | Aprilia     | 5       | Caída     | 24       |        |
| Ret     | 38  | Bradley Smith     | KTM         | 1       | Retirado  | 15       |        |
| Ret     | 25  | Maverick Viñales  | Yamaha      | 0       | Caída     | 12       |        |
| Ret     | 6   | Stefan Bradl      | Honda       | 0       | Caída     | 18       |        |
| DNS     | 44  | Pol Espargaró     | KTM         |         | No corrió |          |        |
| Fuente: |     |                   |             |         |           |          |        |

### Resultados Moto2
| Pos.    | N.º | Piloto              | Constructor | Vueltas | Tiempo    | Parrilla | Puntos |
| ------- | --- | ------------------- | ----------- | ------- | --------- | -------- | ------ |
| 1       | 44  | Miguel Oliveira     | KTM         | 19      | 39:22.324 | 4        | 25     |
| 2       | 10  | Luca Marini         | Kalex       | 19      | +0.070    | 1        | 20     |
| 3       | 42  | Francesco Bagnaia   | Kalex       | 19      | +0.525    | 6        | 16     |
| 4       | 7   | Lorenzo Baldassarri | Kalex       | 19      | +0.745    | 10       | 13     |
| 5       | 97  | Xavi Vierge         | Kalex       | 19      | +3.362    | 8        | 11     |
| 6       | 41  | Brad Binder         | KTM         | 19      | +3.643    | 7        | 10     |
| 7       | 23  | Marcel Schrötter    | Kalex       | 19      | +3.694    | 5        | 9      |
| 8       | 9   | Jorge Navarro       | Kalex       | 19      | +3.728    | 11       | 8      |
| 9       | 22  | Sam Lowes           | KTM         | 19      | +4.038    | 22       | 7      |
| 10      | 54  | Mattia Pasini       | Kalex       | 19      | +5.030    | 3        | 6      |
| 11      | 20  | Fabio Quartararo    | Speed Up    | 19      | +5.153    | 14       | 5      |
| 12      | 40  | Augusto Fernández   | Kalex       | 19      | +5.839    | 21       | 4      |
| 13      | 27  | Iker Lecuona        | KTM         | 19      | +6.857    | 13       | 3      |
| 14      | 5   | Andrea Locatelli    | Kalex       | 19      | +9.473    | 15       | 2      |
| 15      | 24  | Simone Corsi        | Kalex       | 19      | +10.054   | 16       | 1      |
| 16      | 45  | Tetsuta Nagashima   | Kalex       | 19      | +10.626   | 25       |        |
| 17      | 77  | Dominique Aegerter  | KTM         | 19      | +10.658   | 9        |        |
| 18      | 16  | Joe Roberts         | NTS         | 19      | +18.136   | 23       |        |
| 19      | 4   | Steven Odendaal     | NTS         | 19      | +19.040   | 26       |        |
| 20      | 89  | Khairul Idham Pawi  | Kalex       | 19      | +21.334   | 20       |        |
| 21      | 66  | Niki Tuuli          | Kalex       | 19      | +28.078   | 28       |        |
| 22      | 95  | Jules Danilo        | Kalex       | 19      | +34.570   | 30       |        |
| 23      | 51  | Eric Granado        | Suter       | 19      | +45.169   | 33       |        |
| 24      | 12  | Sheridan Morais     | Kalex       | 19      | +1:08.853 | 29       |        |
| Ret     | 52  | Danny Kent          | Speed Up    | 11      | Caída     | 24       |        |
| Ret     | 73  | Álex Márquez        | Kalex       | 8       | Caída     | 2        |        |
| Ret     | 13  | Romano Fenati       | Kalex       | 7       | Retirado  | 17       |        |
| Ret     | 62  | Stefano Manzi       | Suter       | 5       | Caída     | 27       |        |
| Ret     | 18  | Xavier Cardelús     | Kalex       | 2       | Caída     | 31       |        |
| Ret     | 55  | Alejandro Medina    | Kalex       | 1       | Caída     | 32       |        |
| Ret     | 36  | Joan Mir            | Kalex       | 0       | Caída     | 12       |        |
| Ret     | 64  | Bo Bendsneyder      | Tech 3      | 0       | Caída     | 18       |        |
| Ret     | 87  | Remy Gardner        | Tech 3      | 0       | Caída     | 19       |        |
| Fuente: |     |                     |             |         |           |          |        |

### Resultados Moto3
| Pos.    | N.º | Piloto                 | Constructor | Vueltas | Tiempo    | Parrilla | Puntos |
| ------- | --- | ---------------------- | ----------- | ------- | --------- | -------- | ------ |
| 1       | 21  | Fabio Di Giannantonio  | Honda       | 18      | 39:09.124 | 5        | 25     |
| 2       | 44  | Arón Canet             | Honda       | 18      | +0.112    | 6        | 20     |
| 3       | 84  | Jakub Kornfeil         | KTM         | 18      | +0.339    | 1        | 16     |
| 4       | 33  | Enea Bastianini        | Honda       | 18      | +0.560    | 10       | 13     |
| 5       | 19  | Gabriel Rodrigo        | KTM         | 18      | +0.771    | 7        | 11     |
| 6       | 12  | Marco Bezzecchi        | KTM         | 18      | +0.896    | 14       | 10     |
| 7       | 42  | Marcos Ramírez         | KTM         | 18      | +1.030    | 3        | 9      |
| 8       | 65  | Philipp Öttl           | KTM         | 18      | +1.097    | 4        | 8      |
| 9       | 75  | Albert Arenas          | KTM         | 18      | +2.034    | 15       | 7      |
| 10      | 48  | Lorenzo Dalla Porta    | Honda       | 18      | +2.056    | 17       | 6      |
| 11      | 23  | Niccolò Antonelli      | Honda       | 18      | +2.093    | 9        | 5      |
| 12      | 10  | Dennis Foggia          | KTM         | 18      | +2.359    | 13       | 4      |
| 13      | 22  | Kazuki Masaki          | KTM         | 18      | +2.517    | 12       | 3      |
| 14      | 24  | Tatsuki Suzuki         | Honda       | 18      | +2.616    | 28       | 2      |
| 15      | 14  | Tony Arbolino          | Honda       | 18      | +2.770    | 16       | 1      |
| 16      | 41  | Nakarin Atiratphuvapat | Honda       | 18      | +3.674    | 8        |        |
| 17      | 5   | Jaume Masiá            | KTM         | 18      | +4.618    | 11       |        |
| 18      | 72  | Alonso López           | Honda       | 18      | +4.870    | 25       |        |
| 19      | 8   | Nicolò Bulega          | KTM         | 18      | +4.942    | 18       |        |
| 20      | 16  | Andrea Migno           | KTM         | 18      | +4.954    | 22       |        |
| 21      | 77  | Vicente Pérez          | KTM         | 18      | +12.923   | 24       |        |
| 22      | 71  | Ayumu Sasaki           | Honda       | 18      | +12.942   | 27       |        |
| 23      | 40  | Darryn Binder          | KTM         | 18      | +12.956   | 19       |        |
| 24      | 15  | Filip Salač            | KTM         | 18      | +41.511   | 26       |        |
| Ret     | 7   | Adam Norrodin          | Honda       | 17      | Caída     | 21       |        |
| Ret     | 81  | Stefano Nepa           | KTM         | 14      | Retirado  | 23       |        |
| Ret     | 17  | John McPhee            | KTM         | 9       | Caída     | 2        |        |
| Ret     | 27  | Kaito Toba             | Honda       | 2       | Caída     | 20       |        |
| DNS     | 88  | Jorge Martín           | Honda       |         | No corrió |          |        |
| Fuente: |     |                        |             |         |           |          |        |